# Manjaro Linux
Manjaro Linux (inna używana nazwa: Manjaro) – pochodna dystrybucja systemu operacyjnego Linux bazująca na dystrybucji Arch Linux.
Instalator systemu operacyjnego wykorzystywany przez dystrybucję Manjaro nosi nazwę Calamares i został stworzony przez programistów: Rolanda Singera, Guillaume'a Benoit i Philipa Müllera. Od wersji 0.8.9 Manjaro Linux posiada pełne polskie tłumaczenie (składniki systemu operacyjnego i GUI użytkownika – pulpit).

## Powiązania Manjaro z Arch Linuksem
Manjaro powstał w oparciu o dystrybucję Arch Linux, ale wykorzystuje własne repozytorium oprogramowania. Założeniem twórców dystrybucji jest przyjazność dla użytkownika, przy jednoczesnym zachowaniu podstawowej kompatybilności z dystrybucją Arch Linux. W szczególności, podobnie jak Arch, Manjaro korzysta z menedżera pakietów Pacman i nieoficjalnego, dodatkowego repozytorium oprogramowania AUR (skrót od: Arch User Repository).
Manjaro zawiera trzy oficjalne repozytoria oprogramowania: Stable – którego pakiety zostały sprawdzone i uznane za stabilne przez twórców dystrybucji; Testing – pakiety aktualnie testowane, potencjalnie niestabilne; Unstable – pakiety nieprzetestowane i potencjalnie groźne dla prawidłowości działania systemu.

## Wersje systemu
| Legenda:       | Legenda:        | Legenda:                | Legenda:        | Legenda: |
| -------------- | --------------- | ----------------------- | --------------- | -------- |
| starsze wersje | aktualna wersja | aktualna wersja testowa | przyszłe wersje |          |

| Wersja  | Nazwa kodowa | Data wydania |
| ------- | ------------ | ------------ |
| 0.8     | Askella      | 2012-08-20   |
| 0.8.1   | Askella      | 2012-09-21   |
| 0.8.2   | Askella      | 2012-11-10   |
| 0.8.3   | Askella      | 2012-12-24   |
| 0.8.4   | Askella      | 2013-02-25   |
| 0.8.5   | Askella      | 2013-04-11   |
| 0.8.6   | Askella      | 2013-06-02   |
| 0.8.7   | Askella      | 2013-08-28   |
| 0.8.8   | Askella      | 2013-11-24   |
| 0.8.9   | Askella      | 2014-02-23   |
| 0.8.10  | Askella      | 2014-06-09   |
| 0.8.11  | Askella      | 2014-12-01   |
| 0.8.12  | Askella      | 2015-02-06   |
| 0.8.13  | Askella      | 2015-06-14   |
| 15.09   | Bellatrix    | 2015-09-27   |
| 15.12   | Capella      | 2015-12-22   |
| 16.06   | Daniella     | 2016-06-06   |
| 16.06.1 | Daniella     | 2016-06-11   |
| 16.08   | Ellada       | 2016-09-01   |
| 16.10   | Fringilla    | 2016-10-31   |
| 17.0    | Gellivara    | 2017-03-07   |
| 18.0    | Illyria      | 2018-10-29   |
| 19.0    | Kyria        | 2020-02-25   |
| 20.0    | Lysia        | 2020-04-26   |
| 20.1    | Mikah        | 2020-09-12   |
| 21.2.2  | Qonos        | 2022-01-24   |
| 21.3    | Ruah         | 2022-06-19   |
| 22.0    | Sikaris      | 2022-12-24   |

## Środowiska graficzne
System operacyjny Manjaro ma trzy podstawowe odmiany oparte na różnych środowiskach graficznych. Są to: KDE, XFCE i GNOME. Istnieje również wersja Manjaro-Architect pozwalająca na pobranie z Internetu wybranych pakietów oraz instalację systemu z poziomu wiersza poleceń.
Poza oficjalnymi wydaniami Manjaro wspiera również środowiska: Budgie, Cinnamon, Deepin, Enlightenment, LXDE, LXQT, MATE i PekWM oraz menadżery okien: IceWM, i3, Fluxbox, Openbox i awesome.

## Zalecane wymagania systemowe
- RAM: 4 GB
- Miejsce na twardym dysku: 30 GB[11]
- Karta graficzna i monitor
- Szerokopasmowe łącze internetowe[11]